# Heteroclinus adelaidae
Heteroclinus adelaidae är en fiskart som beskrevs av François Louis Nompar de Caumont de Laporte 1872. Heteroclinus adelaidae ingår i släktet Heteroclinus och familjen Clinidae. Inga underarter finns listade i Catalogue of Life.